# NGC 5550
NGC 5550 is een spiraalvormig sterrenstelsel in het sterrenbeeld Ossenhoeder. Het hemelobject werd op 4 april 1831 ontdekt door de Britse astronoom John Herschel.

## Synoniemen
- UGC 9154
- MCG 2-36-65
- ZWG 75.3
- ZWG 74.162
- PGC 51108